# Dãy núi Krucze

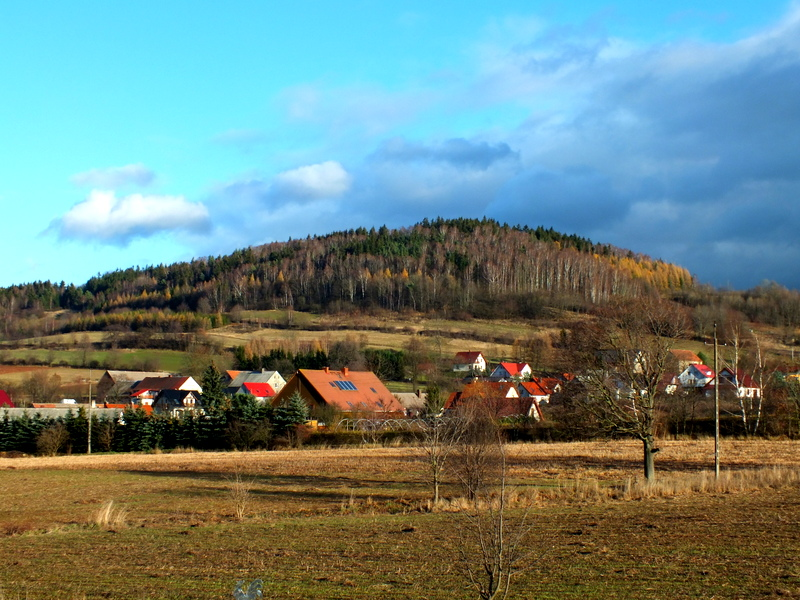
Długosz, Núi Krucze - Przingwojów

Dãy núi Krucze (tiếng Séc: Vraní hory, Tiếng Đức: Rabengebirge tiếng Ba Lan: Góry Krucze) là phần phía đông của dãy núi đá, thuộc về Sudetes trung tâm ở biên giới Cộng hòa Séc và Ba Lan. Về phía Tây và Tây Bắc, dãy núi giáp với Cao nguyên Lubawska và Núi Karkonosze, đến phía Đông Bắc, chúng giáp với dãy núi Czarny Las, từ phía Đông, chúng giáp với lưu vực trầm tích Kotlina Krzeszowska và dãy núi Zawory về phía nam, dãy núi giáp với phần Séc của dãy núi Stołowe. Đến sườn núi phía Nam của dãy núi là biên giới Ba Lan - Séc. Các cửa khẩu biên giới cho xe hơi là ở Lubawka và cho khách du lịch là ở Okrzeszyn.

## Đặc điểm
Dãy núi trải dài từ Bắc xuống Nam, không đều đối với Dãy núi Sudetes, điều này là do xây dựng địa chất của chúng. Ở phía bắc của dãy núi là Kościelna với chiều cao 513 mét, nằm ở ngoại ô của khu định cư Kamienna Góra. Các đỉnh cao quan trọng nhất ở phía Bắc của dãy núi là: Długosz ở độ cao 612 mét, Anielska Góra ở 651 mét, Czarnogóra ở 621 mét, Kierz ở 662 mét, Skowroniec ở 581 mét, Pustelnia ở 6881 mét mét, Krucza Skała ở 681 mét, Polska Góra ở 792 mét, Szeroka ở 844 mét, Głazica ở 798 mét, Wiązowa ở 800 mét, Jaworowa ở 786 mét, Owcza Głowa ở 753 mét, Końska ở 813 mét, Bogoria ở độ cao 645 mét, Jański Wierch ở mức 697 mét. Về phía Séc của dãy núi, từ phía tây của sườn núi biên giới là Královecký pičák, đỉnh cao nhất của dãy núi Krucze và Mravenčí vrch ở độ cao 836 mét.
Jaskiego Wierchu Massif được tách ra khỏi dãy núi Krucze bởi Thung lũng Szkła, và theo các nhà địa lý người Séc, dãy núi Jestřebí hory.

## Định cư
Về phía bên Ba Lan của dãy núi 
Błażejów, Błażkowa, Janiszów, Kamienna Góra, Lipienica, Lubawka, Okrzeszyn, Przedwojów và Uniemyśl.
Về phía bên Séc của dãy núi
Bečkov, Bernartice, Královec.